# Olivia Lux
Olivia Lux, (14 de marzo de 1994) también conocida como Liv Lux Miyake-Mugler, es el nombre artístico de Fred Carlton, una artista drag estadounidense conocida por competir en la decimotercera temporada de RuPaul's Drag Race. Liv se unió a la House of Miyake-Mugler en noviembre de 2021 y en febrero de 2022 anunció que cambiaría su nombre por Liv Lux Miyake-Mugler.

## Carrera
Liv creció en el municipio de Buena Vista y en las cercanías de Vineland. Se graduó en la Universidad Estatal de Montclair.
Liv compitió en la temporada 13 de RuPaul's Drag Race bajó el nombre de Olivia Lux. Quedó entre los cinco primeros, perdiendo su puesto en la final tras perder un lip-sync contra Kandy Muse. En el segundo episodio de la temporada, Liv se colocó en el primer puesto, pero perdió el lip sync por la victoria contra Symone. En los episodios sexto y séptimo de la temporada, Liv ganó los retos principales, obteniendo dos premios en metálico de $5,000. Se convirtió en miembro de la House of Miyake-Mugler que ganó la segunda temporada de Legendary, y debutó en la escena del ballroom en 2021. también participó en el reparto de X-Mas X-Travaganza - Shantay You Sleigh en 2021.

## Vida personal
Originaria de Nueva Jersey, Liv Lux vive en Brooklyn, desde 2021. Ella baila, canta y escribe música. Su nombre drag original proviene de Olivia Pope de Scandal, y la palabra luz en español.

## Filmografía

### Televisión
| Año  | Título                                                  | Papel       | Notas                  | Ref    |
| ---- | ------------------------------------------------------- | ----------- | ---------------------- | ------ |
| 2021 | RuPaul's Drag Race                                      | Concursante | temporada 13           |        |
| 2021 | RuPaul's Drag Race: Untucked                            | Concursante | temporada 13           |        |
| 2021 | RuPaul's Drag Race: Corona Can't Keep a Good Queen Down | Ella misma  | Especial indenpediente | [ 12 ] |
| 2021 | The Drew Barrymore Show                                 | Ella misma  | Invitada               | [ 13 ] |

### Vídeos musicales
| Año  | Título           | Artista       | Ref    |
| ---- | ---------------- | ------------- | ------ |
| 2022 | "It's the Music" | Olivia Lux    | [ 14 ] |
| 2022 | "GAGA"           | Grace Gaustad | [ 15 ] |